# فضاء متجهي طوبولوجي
فضاء هيلبرت و باناخ مثالان معروفان للفضاءات المتجهية الطوبولوجية.